# Березівська сільська рада (Роздольненський район)
Березі́вська сільська́ ра́да — адміністративно-територіальна одиниця та орган місцевого самоврядування в Роздольненському районі Автономної Республіки Крим. Адміністративний центр — село Березівка.

## Загальні відомості
- Населення ради: 2 848 осіб (станом на 2001 рік)

## Населені пункти
Сільській раді були підпорядковані населені пункти:
- с. Березівка
- с. Нива
- с. Ульяновка

## Склад ради
Рада складалася з 16 депутатів та голови.
- Голова ради: Назар Андрій Богданович

### Керівний склад попередніх скликань
| Прізвище, ім'я, по батькові  | Основні відомості                                                                             | Дата обрання | Дата звільнення |
| ---------------------------- | --------------------------------------------------------------------------------------------- | ------------ | --------------- |
| Бергелевич Михайло Денисович | Сільський голова, 1954 року народження, член Соціал-демократичної партії України (об'єднаної) | 26.03.2006   | 31.10.2010      |
| Назар Андрій Богданович      | Сільський голова, 1972 року народження, освіта середня загальна, член Партії регіонів         | 31.10.2010   |                 |

Примітка: таблиця складена за даними сайту Верховної Ради України

### Депутати
За результатами місцевих виборів 2010 року депутатами ради стали:

#### За суб'єктами висування
| Суб'єкт висування | Кількість обраних депутатів | %    |
| ----------------- | --------------------------- | ---- |
| Партія регіонів   | 13                          | 81,3 |
| Самовисування     | 3                           | 18,8 |

#### За округами
| № округу        | Прізвище, ім'я, по батькові       | Дата визнання обраним | Освіта             | Партійна приналежність                        | Відомості про обраного депутата             |
| --------------- | --------------------------------- | --------------------- | ------------------ | --------------------------------------------- | ------------------------------------------- |
| Партія регіонів |                                   |                       |                    |                                               |                                             |
| 1               | Нігай Зоя Арсентіівна             | 04.11.2010            | середня спеціальна | член Партії регіонів                          | СПД «Рябініна», продавець                   |
| 2               | Зацаренко Іван Андрійович         | 04.11.2010            | середня            | член Партії регіонів                          | ООО «Алтей-А», тракторист                   |
| 3               | Сейдалієв Наріман Сейдалийович    | 04.11.2010            | вища               | член Партії регіонів                          | РУВХ, інженер-гидротехнік                   |
| 4               | Емірвалієва Лєває Емєрамєтівна    | 04.11.2010            | середня            | член Партії регіонів                          | Березівська сільська рада, рахівник — касир |
| 5               | Нігай Володимир Ілліч             | 04.11.2010            | вища               | член Партії регіонів                          | ООО «Алтей-А», агроном                      |
| 6               | Зацаренко Валентіна Володимирівна | 04.11.2010            | середня            | член Партії регіонів                          | тимчасово не працює                         |
| 8               | Сидорук Наталля Іванівна          | 04.11.2010            | середня спеціальна | член Партії регіонів                          | Березівський дитячий садок, завідувачка     |
| 9               | Сулейманова Фатімє Камилівна      | 04.11.2010            | середня спеціальна | член Партії регіонів                          | Березівська сільська рада, бухгалтер        |
| 11              | Абібулаєва Ірає Кашифівна         | 04.11.2010            | середня спеціальна | член Партії регіонів                          | тимчасово не працює                         |
| 13              | Попчук Людмила Миколаївна         | 04.11.2010            | середня            | член Партії регіонів                          | тимчасово не працює                         |
| 14              | Ярмолюк Тетяна Анатоліївна        | 04.11.2010            | середня            | член Партії регіонів                          | Нивська загальноосвітня школа, завхоз       |
| 15              | Войтюк Наталія Валеріївна         | 04.11.2010            | середня            | член Партії регіонів                          | тимчасово не працює                         |
| 16              | Харітонова Юлія Миколаівна        | 04.11.2010            | середня            | член Партії регіонів                          | пенсіонер                                   |
| Самовисування   |                                   |                       |                    |                                               |                                             |
| 7               | Джапаров Ісмет                    | 04.11.2010            | вища               | позапартійний                                 | пенсіонер                                   |
| 10              | Кононенко Людмила Володимирівна   | 04.11.2010            | середня спеціальна | член Всеукраїнського об'єднання «Батьківщина» | тимчасово не працює                         |
| 12              | Аджимуллаєва Тетяна Олегівна      | 04.11.2010            | середня спеціальна | позапартійна                                  | тимчасово не працює                         |